# Пежо тип 7
Пежо тип 7 (фр. Peugeot Type 7) је француски Пежо произвео између 1894. и 1897. у својој фабрици у Валентину. Направљен је на шасији Пежо тип 6, уз коришћење неких заједничких механичких делова, али са дупло већим и моћнијм мотором. Овај мотор је касније коришћен и за Пежо тип 8. Облик каросерије је фетон са местом за четири особе. Произведено је укупно 25 јединица.
Дајмлеров В мотор запремине 1282 cm³ био монтиран позади и имао је снагу од 3.7 КС. Хладњак је монтирана у предњем делу возила и расхладна течности је текла у кућиште помоћу цеви. Трансмисија је преко конусног квачила, 4-брзинског мењача и ланаца преносила погон на задње точкове. Неки модели су имали точкови од челичних жица са гумама, а други су имали дрвене точкове. Маса возила је била око 650 kg, а максимална брзина је 18-20 км/ч.
Пежо је учествовао 1894. године у трци Париз-Руан са неколико својих аутомобила тип 5 и тип 7. Тип 7 је прво возило са бензинским мотором које је завршило трку 3 минута иза возила на парни погон.
Године 1895, Пежо тип 7 са возачем Полом Кехлингом освојио победио у трци Париз-Бордо-Париз.